# Strahlenhärtung
Strahlenhärtung bezeichnet einen Prozess, bei dem mit Hilfe von energiereicher Strahlung (Elektronenstrahlen, Gammastrahlung, Ultraviolett) reaktive Materialien von einem niedermolekularen in einen hochmolekularen Zustand überführt werden.
Siehe auch Strahlenchemie (Strahlenvernetzung).

## Verfahrensablauf
Meist handelt es sich um zunächst flüssige Beschichtungswerkstoffe (z. B. Lacke, Druckfarben, Klebstoffe etc.), die über eine chemische Reaktion innerhalb von wenigen Sekunden in einen festen Zustand übergehen. Bei Lacken wird ein fester und trockener Film ausgebildet. Als Hilfsstoffe sind Fotosensibilisatoren beigemischt.
Als Strahlungsquellen dienen Ultraviolett-Lampen, zum Beispiel Quecksilberdampflampen oder auch Blitzröhren.
Es werden auch Ultraviolett-Leuchtdioden für diesen Zweck eingesetzt; sie sind teurer, besitzen aber eine lange Lebensdauer und sind für kleine Leistungen verfügbar (Zahnmedizin).
Elektronenstrahlen werden beispielsweise eingesetzt, um bereits teilpolymerisierte Schichten weiter zu vernetzen (Strahlenvernetzung). So entstehen beispielsweise Isolierstoffe, die das Ausgangsprodukt hinsichtlich Festigkeit, Einsatztemperatur und chemischer Resistenz weit übertreffen.

## Reaktionsmechanismen
UV-härtende Lacke verwenden reaktive Acrylate, Epoxide, Enolether und als Spezialfall auch cyclische Amine (z. B. Aziridin) als Bindemittel. Früher wurden häufig auch ungesättigte Polyesterharze verwendet. Dazu kommen Fotoinitiatoren und Hilfsmittel wie Vernetzer, Verlaufsmittel, Antioxidantien und Pigmente. Fotoinitiatoren bilden bei Belichtung Radikale oder reaktive Kationen (Supersäuren) und induzieren eine Polymerisation oder Vernetzungsreaktion längerkettiger Moleküle.
Die kationisch härtenden Systeme weisen komplexe und bislang nicht bis ins letzte Detail geklärte Reaktionsmechanismen, Kombinationen aus Kettenübertragungs-, Start- und Abbruchreaktionen, auf.